# Róbert Isaszegi
Róbert Isaszegi (ur. 2 maja 1965 w miejscowości Sajószentpéter) – były węgierski bokser kategorii papierowej i muszej. Jest brązowym medalistą letnich igrzysk olimpijskich w Seulu w kategorii papierowej. W 1985 roku na Mistrzostwach Europy w Boksie w Budapeszcie zdobył brązowy medal w kategorii papierowej. Na  Mistrzostwach Europy w Atenach zdobył srebrny medal. W 1998 roku został bokserem zawodowym

## Kariera zawodowa
Pierwszą walkę zawodową stoczył 15 maja 1998 jego przeciwnikiem był Robert Zsemberi. Walkę wygrał przez KO w 1 rundzie. Pierwszej porażki doznał 11 czerwca 2005 roku. został znokautowany w 4 rundzie przez Carmelo Ballone. Po porażce stoczył 1 wygraną walkę z Mihaly Baksą. Karierę zakończył w 2005 roku po przegranej przez nokaut w 1 rundzie walce z Ivanem Pozo. Aktualnie mieszka w Miszkolcu.